# Rooster Teeth
Rooster Teeth Productions, LLC, comúnmente conocida como Rooster Teeth, fue una productora estadounidense ubicada en Austin, Texas. Rooster Teeth fue fundada por Burnie Burns, Matt Hullum, Geoff Ramsey, Jason Saldaña, Gus Sorola y Joel Heyman en 2003. Rooster Teeth es una subsidiaria de Warner Bros. Discovery Global Streaming & Interactive Entertainment, la cual es una subsidiaria de Warner Bros. Discovery.
Rooster Teeth comenzó con la machinima Red vs Blue, que se estrenó en abril de 2003 y aún está en producción, convirtiéndola en la serie web de más larga duración de todos los tiempos. La compañía más tarde se ramificó en shorts de acción en vivo, series y comedia. Otros proyectos incluyen reality shows, desarrollo de videojuegos, programas de noticias de entretenimiento y podcasting. En 2015, Rooster Teeth lanzó su debut cinematográfico Lazer Team una comedia de acción de ciencia ficción. La compañía celebra una convención anual, RTX en múltiples ciudades alrededor del mundo.
Los videos de la compañía se publican regularmente en su propio sitio web y en YouTube. En diciembre de 2016, el principal canal de YouTube de Rooster Teeth mantiene más de 9 millones de suscriptores y tiene más de 4,9 millones de visitas de video. Incluyendo todos sus otros canales, mantienen sobre 27 millones de suscriptores.
Rooster Teeth será clausurada después de intentos fallidos de vender la compañía. El gerente general de Rooster Teeth, Jordan Levin, confirmó la noticia el 6 de marzo de 2024.
En febrero de 2025, Burnie Burns adquirió la marca Rooster Teeth y su propiedad intelectual restante a través de su empresa Box Canyon Productions.

## Historia de la compañía
Mientras asistía a la Universidad de Texas en Austin, Burnie Burns y Matt Hullum colaboraron con el actor Joel Heyman en una película independiente de 1997 llamada The Schedule. La película ayudó a Hullum y a Heyman para encontrar trabajo en Los Ángeles, California. Trabajando para una compañía local llamada Telenetwork, Burns más tarde se reunió Geoff Ramsey (entonces llamado Geoff Fink), Gustavo Sorola , Dan Godwin y Jason Saldaña, y los cinco formaron drunkgamers.com , un sitio web donde los cinco hacían críticas a videojuegos en estado de ebriedad, según Ramsey, el grupo trató de recibir juegos gratis para evaluar, pero "incurrió en la ira" de varios desarrolladores de juegos al hacerlo.
Uno de los videos no-gameplay que el equipo de los drunkgamers fue una parodia de la publicidad de Switchers de Apple. Este video destacó a Sorola como el actor principal, utilizó la Danza de El cascanueces de Piotr Ilich Chaikovski como música de fondo y se centró en la falta de juegos disponibles para la computadora Apple Macintosh. Sorola y Burns dijeron que el cambio de nombre de 'Drunk Tank Podcast' a 'Rooster Teeth Podcast' fue por la misma razón que 'Drunk Gamers' fue cambiado a 'Rooster Teeth': Nadie daría juegos o patrocinaría algo con "Borracho" en el título porque era poco profesional. Al establecerse el nombre actual, Burns declaró: "Lo llamamos así para dar a la gente la idea de que íbamos a estar haciendo más que eso". [10] El nombre es un eufemismo para "cockbite", un insulto del tráiler original de Red vs. Blue que Burns describe como una "piedra de toque para el público".
Entre las filosofías básicas de la empresa, Burns afirmó, "sólo hacemos contenido que nos gustaría ver ... viene de un espacio muy genuino, creo que nuestro público aprecia eso". A partir de 2017, los costos de producción para un episodio varían de $ 15.000 a $ 100.000.
Rooster Teeth ha atribuido su éxito al mantenimiento de su propio sitio comunitario y se mostró reacio a unirse a YouTube inicialmente, afirmando que los consideraba un "competidor". En 2014, después de firmar un contrato por dos años, toda la empresa (que ahora consta de más de 90 empleados) se trasladó a la Stage 5 en Austin Studios. La compañía lanzó su debut de la película de la película en 2015 con el equipo de Lazer, una comedia de la ciencia ficción. En noviembre de 2014, fue adquirido por Fullscreen inc. por un monto no revelado. Rooster Teeth acordó ser comprado para darse "los recursos y herramientas" necesarios para competir contra otros productores. Burns elaborado diciendo que consideran Netflix, HBO y Amazon su competencia actual. El 3 de febrero de 2015, Burns confirmó que Rooster Teeth estaría estableciendo una oficina en Los Ángeles.
En 2016, Rooster Teeth contrató a tres ejecutivos para ayudar con la expansión del público: Luis Medina como Vicepresidente Senior de Asociaciones, Evan Bregman como Director de Programación y Ryan P. Hall como Jefe de Desarrollo. Medina administrará conjuntamente la familia Let's Play con Ramsey, incluyendo Achievement Hunter, Funhaus y ScrewAttack y gestionará asociaciones con marcas de terceros como Cow Chop y Kinda Funny. Bregman será responsable de programar la estrategia y aumentar el crecimiento en todas las plataformas, como las aplicaciones, el sitio de la comunidad, YouTube y Facebook. Hall supervisará la pizarra de desarrollo de Rooster Teeth y dirigirá los esfuerzos para identificar proyectos y talentos prometedores.